# Stihl
Stihl, «Штиль» — немецкая семейная компания. Stihl разрабатывает, производит и продаёт моторизированные инструменты для лесного, сельского хозяйства и строительства. Также выпускает технику для ухода за садом под брендом Viking (газонокосилки, культиваторы, аэраторы, садовые измельчители и проч.). Кроме того, под брендом Stihl производятся мойки высокого давления.
Компания Stihl была основана в 1926 году. Штаб-квартира находится в Вайблингене (Баден-Вюртемберг).
Ежегодно Stihl организует в разных странах собственный чемпионат Stihl Timbersports, в который входят различные дисциплины, связанные с лесным хозяйством.

## История

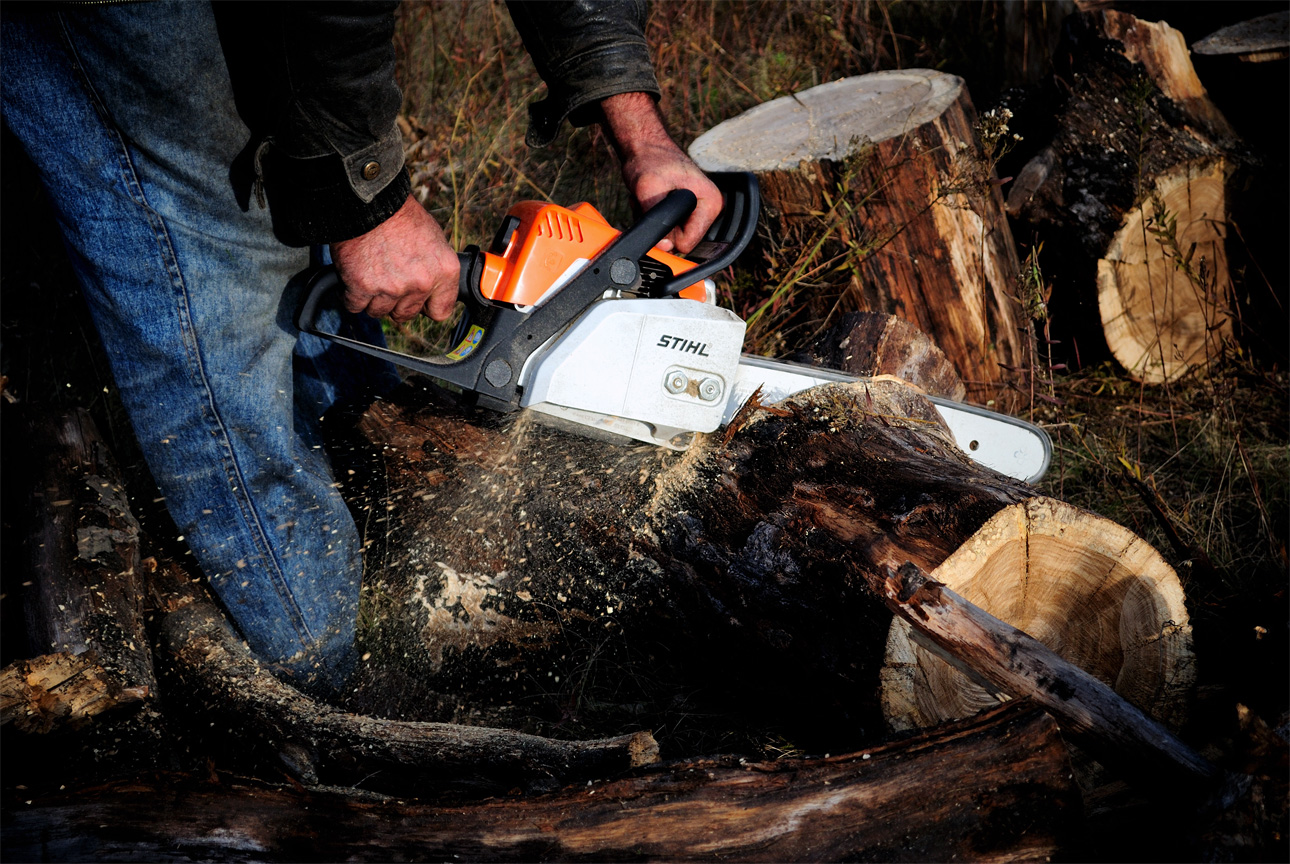
Бензопила STIHL в работе

Компанию основал Андреас Штиль. В 1925 году он открыл небольшую мастерскую, в которой занялся разработкой моторизованного инструмента для рубки деревьев. В 1926 году был готов прототип с электромотором; он весил более 60 кг и был предназначен для работы вдвоём. В 1927 году в Штутгарте был открыт завод, в первый год было изготовлено и продано 50 таких инструментов. В 1929 году была разработана цепная пила с бензоприводом. Она была значительно легче (45 кг) и быстро приобрела популярность среди лесорубов; вскоре начался экспорт в Бельгию, Нидерланды, СССР, США, Францию и Швейцарию. В 1934 году была внедрена автоматическая смазка цепи. К концу 1930-х годов в компании работало 200 человек.
Во время Второй мировой войны завод в Штутгарте был разрушен, производство бензопил было перенесено в Вайблинген. В 1948 году был открыт первый сервисный центр Stihl. В 1954 году на рынок была представлена модель Stihl BLK; она весила 14 кг и ею можно было работать в одиночку. Модель Stihl Contra, запущенная в производство в 1959 году, была ещё легче и, при этом, мощнее. В 1964 году был открыт завод в Нойштадте, производство выросло до 500 пил в день. В 1965 году была внедрена система поглощения вибрации, а в 1968 году — электронная система зажигания.
В 1971 году компанию возглавил Ханс Петер Штиль, сын основателя; к этому времени в компании работало 2 тыс. человек, за год выпускалось 340 тыс. бензопил. В 1972 году были открыты заводы в Прюме и Тенгене, а в 1973 году — первый зарубежный завод в Сан-Леополду (Бразилия). В 1974 году было начато производство цепей в швейцарском городе Виле, также в этом году был открыт завод в Виргинии (США). К 1978 году выручка компании достигла 500 млн марок ($245 млн).
В начале 1980-х годов Stihl занимала около четверти мирового рынка бензопил, однако спрос на них начал падать. Компания начала диверсификацию — в 1986 году было начато производство защитной экипировки (очков, касок, перчаток, обуви и противошумных наушников). В конце 1980-х годов был освоен выпуск триммеров и воздуходувок. В 1992 году была поглощена австрийская компания Viking; она была основана в 1981 году и выпускала различные моторизованные садовые инструменты. В 1994 году на заводе в Вирджиния-Бич было начато производство небольших бензопил для непрофессионального применения. В 1995 году Stihl вышла на рынок КНР, первый китайский завод был открыт в Тайцане. В том же 1995 году выручка компании превысила 1 млрд долларов, из них 80 % приходилось на зарубежные продажи. В 2002 году была запущена линия товаров для туризма Stihl Timbersports Collection. Также в 2002 году члены семьи Штиль отошли от непосредственного участия в управлении компанией; с 2003 по 2022 год председателем правления был Бертрам Кандзиора.
В 2009 году была куплена Zama Group, производитель карбюраторов; эта компания была основана в 1952 году в Японии, в 1989 году перенесла штаб-квартиру в Гонконг, а в 1991 году был открыт завод в Шэньчжэне, ставший основным предприятием. В 2016 году был открыт второй завод Zama в провинции Батангас на Филиппинах; в 2018 году завод в Шэньчжэне был закрыт, производство было перенесено в Хойчжоу.
В мае 2016 года Stihl купила долю в китайской компании Globe Tools, производителе аккумуляторных и электроинструментов под брендом GreenWorks.

## Собственники и руководство
Группа Stihl является семейным бизнесом; акционеры холдинговой компании Stihl Holding AG & Co. KG: Ханс Петер Штиль (28,57 %), Герхильда Шеттер (28,57 %), Рюдигер Штиль (28,57 %) и Ева Майр-Штиль (14,29 %).
Микаэль Трауб — председатель правления с февраля 2022 года.

## Деятельность
Группа компаний Stihl разрабатывает, производит и продаёт инструменты, предназначенные для лесничества, сельского хозяйства, ландшафтного дизайна и строительства. Традиционно Stihl выпускала инструменты с бензоприводом, а с 2020-х годов начала переходить на аккумуляторные. Конечным потребителям продукция реализуется через сеть дилеров и собственные интернет-магазины. В сеть группы входит 44 дочерние компании по продажам и маркетингу, 120 экспортёров и более 52 тыс. независимых авторизованных дилеров в 160 странах.
Производственные мощности имеются в Австрии (Лангампфен), Бразилии (Сан-Леополду), Германии, Китае (Тайцан, Хойчжоу и Циндао), Румынии (Орадя), США (Верджиния-Бич, Чикаго), Филиппинах (Санто-Томас) и Швейцарии (Броншхофен и Виль).
Выручка группы за 2024 год составила 5,33 млрд евро, из них 37 % пришлось на страны Евросоюза, в том числе на Германию — 10 %; на США пришлась треть выручки.

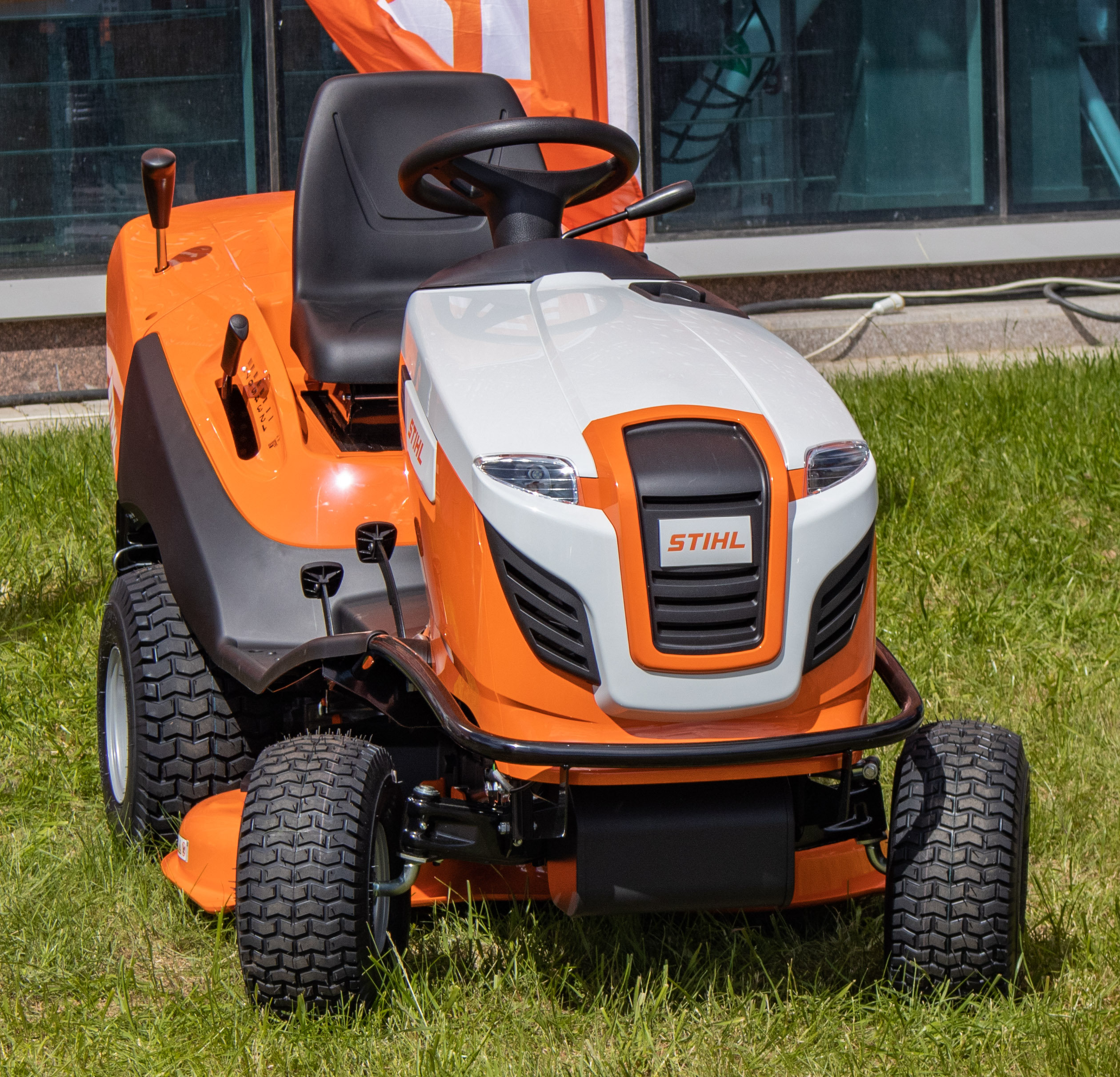
Трактор Stihl
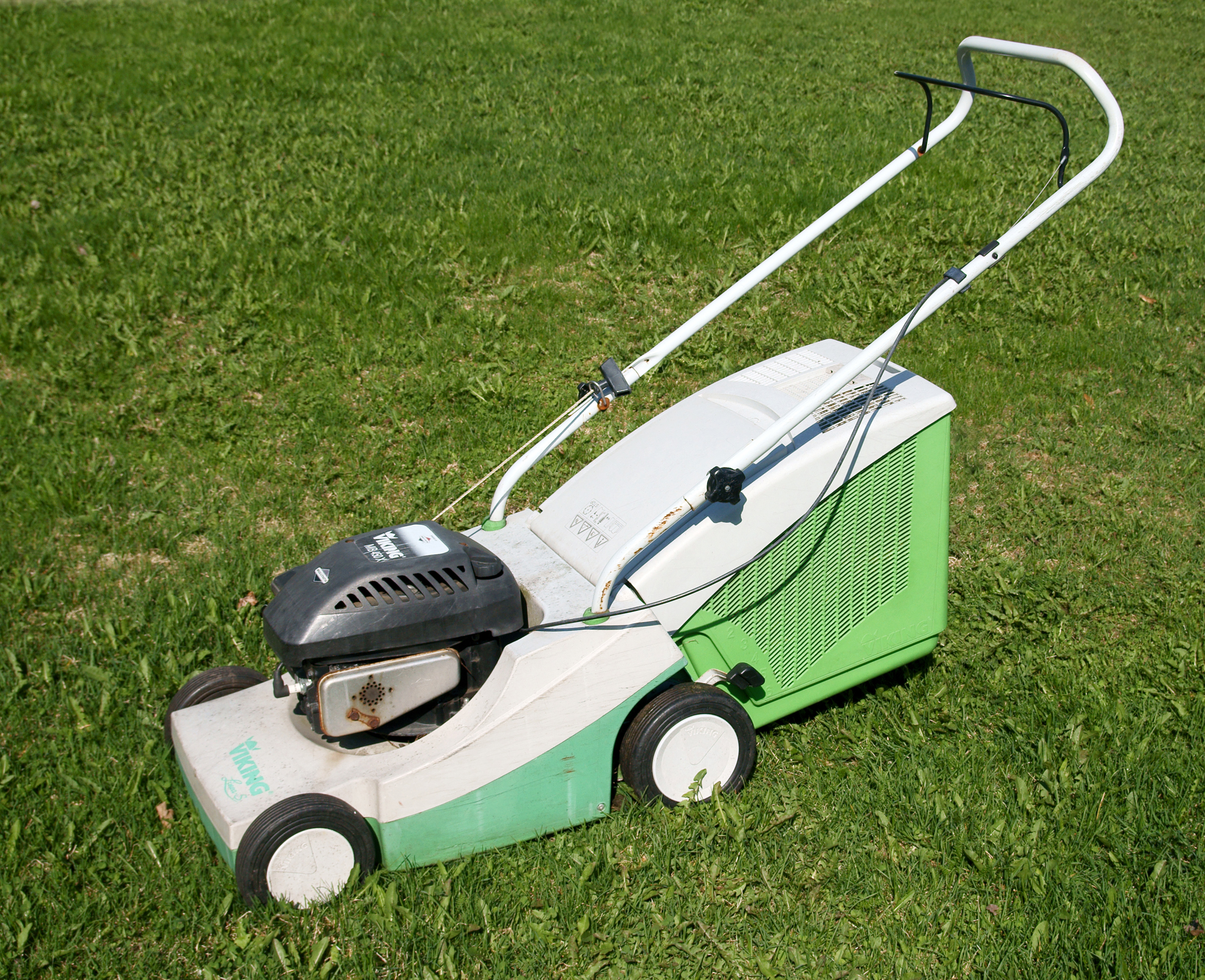
Газонокосилка Viking
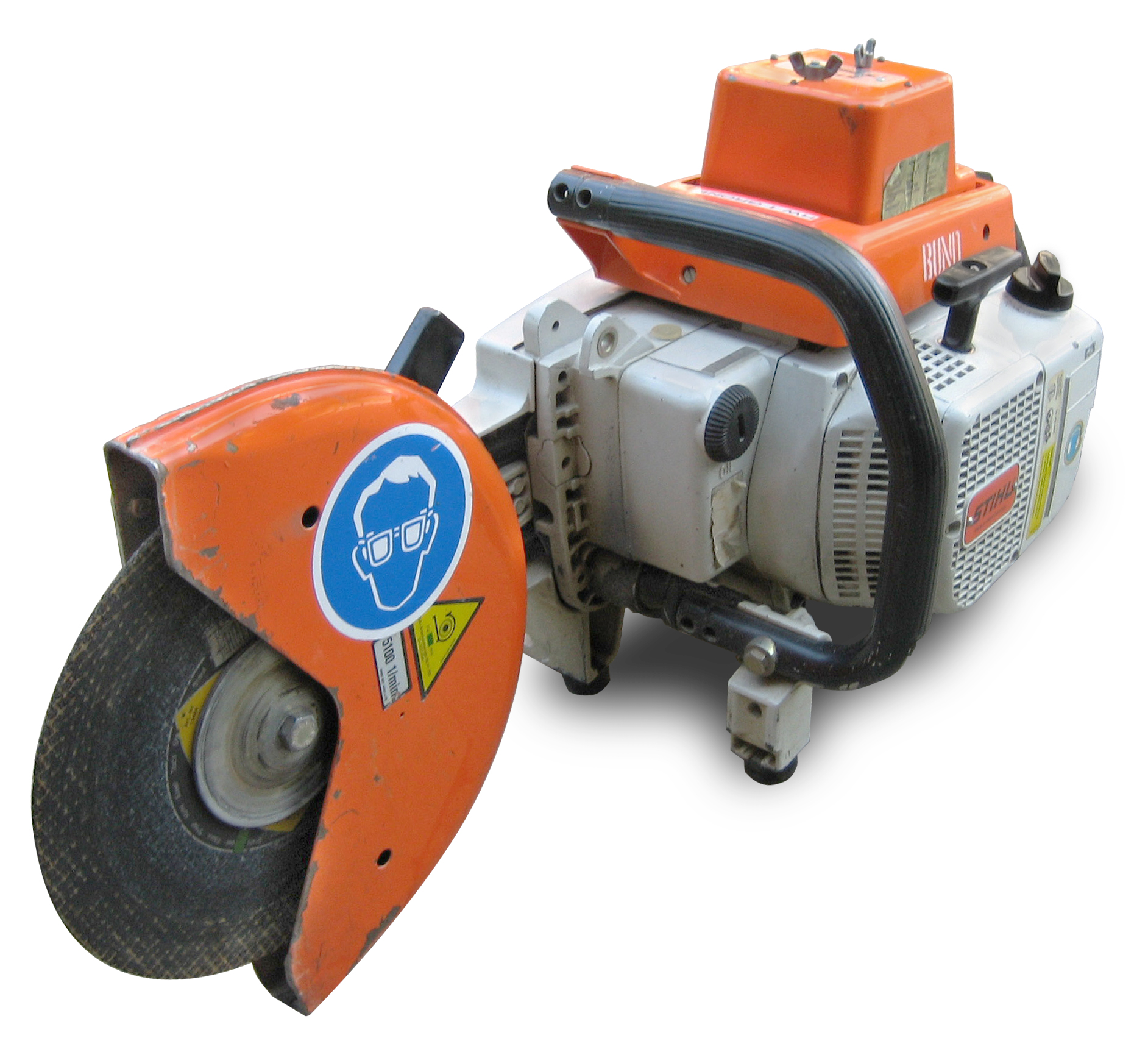
Шлифмашина
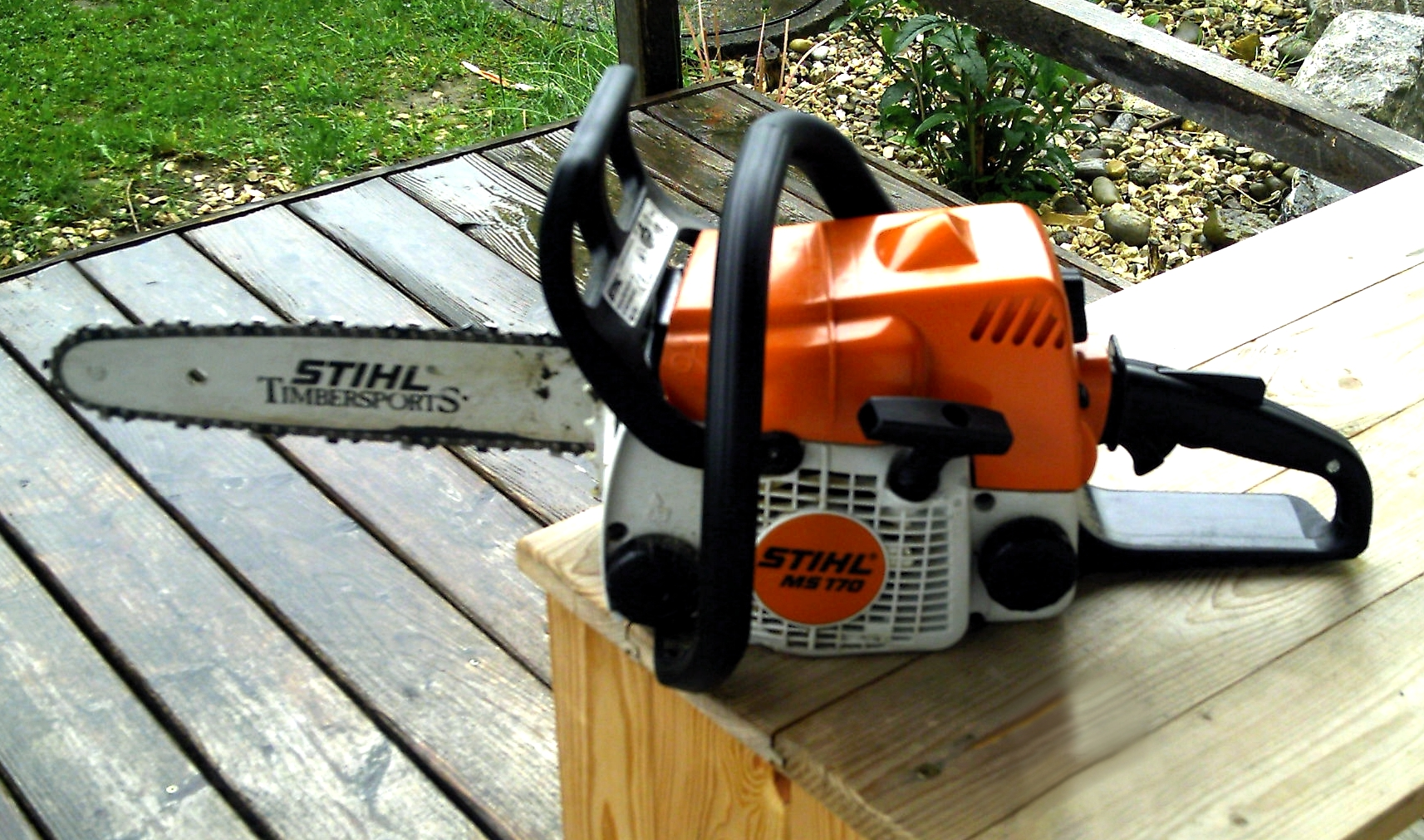
Бензопила